# Susiluola
Susiluola (Zweeds: Varggrottan, Wolfsgrot) is een rotsspleet in de Pyhävuori-bergen (Zweeds: Bötombergen). De site bevindt aan de rand van de gemeente Kristinestad, vlakbij Karijoki in Finland. In 1996 werden in de grot objecten gevonden die speculaties veroorzaakten dat de grot in het middenpaleolithicum, tussen 120.000 en 130.000 jaar geleden, kon zijn bewoond. Deze objecten zouden, indien authentiek, de enige bekende neanderthaler-artefacten in Fennoscandinavië zijn. 
De vondsten zijn omstreden, en volgens sommige archeologen betreft het slechts geofacten.

## Opgravingsgeschiedenis
In 1996 werden plannen gemaakt om grond uit de grot te verwijderen en het tot een toeristische attractie te maken. Tijdens dit proces werden steenobjecten gevonden die mogelijk door mensen werden gemaakt, en het werk werd gestopt. In 1997 werd een opgraving van de grot begonnen als een samenwerking tussen de Nationale Raad van Oudheden, de Geologische Dienst van Finland, de faculteit Geologie van de Universiteit van Helsinki, en het Natuurhistorisch Museum van Finland. De opgraving duurde tot 2000 en was gericht op het bepalen van de leeftijd van de materialen, te bepalen of soortgelijke items elders in Europa werden gevonden, en de prehistorische omgeving te reconstrueren. 
Het werk werd in 2001 wegens instortingsgevaar onderbroken, maar de grot werd in 2002 gestabiliseerd en in 2003 werd het werk hervat. In 2004 ontving de nationale raad van oudheden fondsen om een onderzoeksproject van drie jaar te starten. Werk begon opnieuw later dat jaar, en in de volgende jaren vonden opgravingen in de vroege zomer plaats.

## Vondsten
Na acht opgravingsseizoenen werden ongeveer 200 artefacten, ongeveer 600 stukjes afslagscherven, schrabbers en klopstenen, en stenen die sporen van terwarming boven een open vuur toonden gevonden. De objecten zijn gemaakt van verschillende materialen, waaronder siltsteen, kwarts, kwartsiet, vulkanische rots, jaspis en zandsteen. Siltsteen en kwartsiet komen niet van nature in het gebied voor, dus ten minste enkele van deze moeten van elders zijn gekomen.
De bodem in Susiluola bestaat uit ten minste acht lagen, waarvan de vierde en de vijfde geologisch en archeologisch het meest interessant zijn. De gevonden stenen werktuigen lijken te zijn bewerkt met verschillende technieken: werktuigen van steen met een goede verwerkingsstructuur, zoals fijnkorrelig kwartsiet en rode siltsteen, zijn bewerkt op een manier die typerend is voor het middenpaleolithicum, en zijn waarschijnlijk van een Moustérien-type, terwijl kwarts, andere kwartsieten en zandsteen met de oudere Clactonien-techniek zijn gevormd.
Grote hoeveelheden botten van zoogdieren en hun prooi zijn ook gevonden, meestal in de bovenste lagen van de grot. Het is echter niet zeker of deze dateren van vóór de laatste ijstijd.

## Kritiek
Er is onenigheid over de vraag of er daadwerkelijk neanderthalers in de grot hebben geleefd. In 2006 publiceerde Joakim Donner, professor emeritus in geologie en paleontologie, in het tijdschrift Tieteessä Tapahtuu kritiek op het idee dat de objecten in de grot door mensen werden gemaakt. Donner stelde niet alleen dat de stenen uit Susiluola niet vergelijkbaar zijn met neanderthaler-artefacten die in Frankrijk werden gevonden, maar ook dat de grot zich in de betreffende periode onder water bevond, en dat er geen bewijs is dat er vuur werd gemaakt.
Hans-Peter Schulz van de Nationale Raad van Oudheden verdedigde de bevindingen, en zei dat het zeer mogelijk was dat de grot zich in die periode boven waterniveau bevond, en dat het gevonden roet van open vuur meer dan 40.000 jaar oud was, en niet van buiten de grot kan zijn gekomen. Het bewijs dat de stukken steen die in de grot vonden daadwerkelijk producten van menselijke bewerking zijn, is volgens Schulz dat de objecten zijn blootgesteld aan een snelle en gerichte slag, waardoor een oppervlak ontstond dat niet lijkt op een dat is blootgesteld aan exogene processen, maar lijkt op die van door de mens gemaakte objecten uit het paleolithicum, zoals gevonden in Midden-Europa.